# 第75回NHK紅白歌合戰
第75回NHK紅白歌合戰（日语：第75回NHK紅白歌合戦）於日本時間2024年12月31日下午7時20分至11時45分在日本東京的NHK大廳以现場直播的方式舉行。

## 播出概要
如未特別說明，以下日期皆為2024年。
- 9月18日，於NHK定期發報會中公佈[1]。
- 10月3日，於專屬網頁內開始接受觀眾入場申請，一直至10月17日為止[1]。
- 10月11日，公布主持人人選及本屆節目主題。本屆主持人共有四位，其中搞笑藝人有吉弘行二度擔任男主持；演員橋本環奈更是連續三年擔任女主持；而另一位女演員伊藤沙莉則為首次擔任；至於隷屬NHK東京主播室的播報員鈴木奈穗子，上一屆紅白則擔任副聲道主持人。
本回也是紅白有史以來首度由春季和秋季晨間劇的主角同時擔任司儀。另外，也發表了本年度主題為「為你而歌」（あなたへの歌）[2][3]。
- 10月16日，NHK會長稻葉延雄（日语：稲葉延雄）在例行記者會表示，即日起解除對SMILE-UP.（即前尊尼事務所）旗下藝人在NHK的禁演規定，但對於是否代表SMILE-UP.旗下藝人可以亮相紅白，稻葉會長卻未有正面回應[4][5]。
- 11月19日，公布紅白二組藝人名單，其中備受關注、SMILE-UP.及旗下星達拓娛樂的藝人最終並未有入選。NHK解釋對方曾表示雖然對獲邀一事有興趣，但現時並未有打算派員參與。另外，自去年紅白首度推行、今年3月經修訂的“對NHK演出者的人權尊重指引”（NHKの出演者に対する人権尊重のガイドライン）將會繼續執行。
- 12月12日，公佈紅組歌手坂本冬美將於當天在石川縣輪島市作直播演出，以作為對1月1日發生的地震及9月的豪雨（日语：令和6年9月能登半島豪雨）支援，並公佈當天的曲目為1990年推出的單曲《能登你不要了嗎（日语：能登はいらんかいね）》[6][7][8]，為首支正式公佈的曲目。
- 12月13日，公佈電視台副聲道主持人及電台廣播主持人，另外也宣佈西野加奈將會代表紅組出場，是她六年前因結婚並產子而暫時退出舞台後，首次重新上台[9][10][11][12]。
- 12月18日，公佈是次的8名審查員名單，亦公佈了審查方法將沿用過往三屆的形式，即以電視觀眾、現場觀眾、及審查員三方各自計票，對決全部結束後，每一方的勝出者獲得1分（共3分），總分獲得2分即贏得本次紅白的勝利。
- 12月19日，公佈玉置浩二將以特別企劃出場[13][14]。
- 12月20日，公佈米津玄師將以特別企劃出場[15][16]。
- 12月21日，公佈為追悼於本年十月離世的西田敏行，將會增設一個特別企劃，並邀請西田生前的好友竹下景子・武田鐵矢・田中健及松崎茂（日语：松崎しげる）出演。
- 12月23日，公佈全部歌手當晚演出的曲目[17]。其中較受注目的是自2007年起只會輪流演唱《津輕海峽·冬景色》和《越過天城》兩曲的石川小百合，是次將改唱《能登半島》，以表達同樣對能登半島的關懷和支持[18][19]。
- 12月24日，追加兩個特別企劃，包括本年度迪士尼特別企劃「Disney Fantasy Medley」，以及以兒童歌曲為主題的「歌唱跳舞吧！KIDS SHOW」（歌って踊ろう！KIDS SHOW）特別企劃。
- 12月25日，公佈B'z將以特別企劃出場[20]，為自1988年出道以來首次紅白出場。
- 12月26日，公佈歌曲演唱順序，MISIA及福山雅治繼續成為紅、白兩組的壓軸；同時宣佈星野源原本演唱的歌曲《地獄有什麼不好（日语：地獄でなぜ悪い (曲)）》由於涉及爭議，將改為演唱《四分五裂（日语：ばかのうた）》[21][22][23][24]。最後亦公佈了審查員內村光良將擔任特別企劃「唱歌跳舞吧！ KIDS SHOW」主持人。
- 12月29日，节目播出2日前，韩国发生济州航空2216号班机空难，尽管韩国政府因应事件削减该国国内娱乐节目规模，原定出席NHK紅白歌合戰的4组K-POP组合不会改变既有行程[25]。4组K-POP组合在正式登场时均身穿白色服装，并在胸前别上黑色缎带[26]。
- 12月31日，節目播出，最終白組以3比1獲勝，其中審查員結果為4:4，出現打和賽果，但白組隨後在現場觀眾（1435:877）及家庭觀眾（3,685,191:2,413,212）中連下兩城，取得本年度優勝。

另外三山宏128人連續劍玉「大皿」挑戰成功。

## 主持人
- 有吉弘行：搞笑藝人，《有吉的金錢發現 突擊！Kaneo君（日语：有吉のお金発見 突撃!カネオくん）》主持；在第73回NHK紅白歌合戰曾於純烈演出時共同演唱《像白雲一樣》，去年首度擔任主持，本屆為第二次。
- 橋本環奈：演員，連續三年擔任紅白主持，本年度秋季晨間劇《阿結》中擔任主角。
- 伊藤沙莉：演員，本年度春季晨間劇《如虎添翼》擔任主角。
- 鈴木奈穗子：NHK東京主播室播報員，曾擔任《NHK7點新聞》、《九點看新聞》、《NHK新聞 早安日本》主持，現時為《朝一》主持，於第74回NHK紅白歌合戰擔任副聲道主持人。

## 出場歌手
初次登場／  重返紅白／  特别企劃
| 紅組 | 紅組           | 紅組      | 紅組                                    | 白組      | 白組                | 白組      | 白組                                            |
| 出場 順序 | 歌手或團體名   | 登場 次數 | 歌曲                                    | 出場 順序 | 歌手或團體名        | 登場 次數 | 歌曲                                            |
| 前半 | 前半           | 前半      | 前半                                    | 前半      | 前半                | 前半      | 前半                                            |
| --- | -------------- | --------- | --------------------------------------- | --------- | ------------------- | --------- | ----------------------------------------------- |
| 開場曲 - 沒有郵票的禮物（） |                |           |                                         |           |                     |           |                                                 |
| 1 | ME:I           | 初        | Click                                   |           |                     |           |                                                 |
| 2 | 天童芳美       | 29        | 你的星光大道 （あんたの花道）                       | 3         | 菅生健人            | 初        | 樂意效勞 （はいよろこんで）                                   |
| |                |           |                                         | 4         | Omoinotake          | 初        | 幾億光年                                        |
| 6 | ILLIT          | 初        | Magnetic                                | 5         | Da-iCE              | 初        | I wonder                                        |
| 7 | 綠黃色社會     | 3         | 因為我們是生物 （）                     |           |                     |           |                                                 |
| 放送100年 特別企劃「唱歌跳舞吧！ KIDS SHOW」 ILLIT（IROHA・MOKA）、Number_i、ME：I（KEIKO・SHIZUKU）：《電腦婆婆》（） 有吉弘行、橋本環奈、伊藤沙莉：《串燒三兄弟》（だんご3兄弟） MISIA：《Beautiful Name》（） 有吉弘行、橋本環奈、伊藤沙莉、花田雄一郎、永田茉彩、秋元杏月、佐久本和夢、NikoNikoPun（Porori、Pikkoro、Jyajyamaru）、巧克力島（Spoo）、Funtane!（Mimomo、Yakoro、Ruchīta）：《身體☆逐漸》（からだ☆ダンダン） 紅白出演者《紅辣椒》（パプリカ） |                |           |                                         |           |                     |           |                                                 |
| 9 | 櫻坂46         | 4         | 自業自得                                | 8         | 新濱Leon            | 初        | 我會給你一切 （全てあげよう）                               |
| |                |           |                                         | 10        | JO1                 | 3         | Love seeker                                     |
| 12 | HY             | 3         | 366日                                   | 11        | 山內惠介            | 10        | 紅蝴蝶 （紅の蝶）                                     |
| 13 | 乃木坂46       | 10        | 契機 （きっかけ）                               | 14        | 純烈                | 7         | 夢見果實 （）                                   |
| 15 | LE SSERAFIM    | 3         | CRAZY -Japanese ver.-                   |           |                     |           |                                                 |
| 16 | tuki.          | 初        | 晚餐歌                                  | 17        | BE：FIRST           | 3         | Masterplan                                      |
| 19 | 水森香織       | 22        | 鳥取砂丘～紅白多米諾骨牌挑戰SP～ （）   | 18        | TOMORROW X TOGETHER | 初        | 5點53分的天空下發現的你和我[Japanese Ver.] （） |
| 20 | aiko           | 15        | 相思相愛                                | 21        | 鄉裕美              | 37        | 2億4千萬的瞳孔 放送100年 GO!GO!SP （2億4千万の瞳 放送100年 GO!GO!SP）          |
| 後半 |                |           |                                         |           |                     |           |                                                 |
| |                |           |                                         | 22        | Creepy Nuts         | 初        | Bling-Bang-Bang-Born                            |
| 「為你而歌」 特別企劃「迪士尼夢幻混合曲 Disney Fantasy Medley」 ME:I（MOMONA・RAN・COCORO・MIU・SUZU）、Da-iCE：《你也能飛》（きみもとべるよ!，小飛俠） 乃木坂46：《Let It Go》（レット・イット・ゴー 〜ありのままで〜，魔雪奇緣） 大森元貴（Mrs. GREEN APPLE）、SAKURA（LE SSERAFIM）《心裡全是你》（輝く未来，魔髮奇緣） 紅白出演者《向星星許願》（星に願いを，木偶奇遇記） |                |           |                                         |           |                     |           |                                                 |
| 24 | 坂本冬美       | 36        | 能登你不要了嗎 （）                     | 23        | GLAY                | 4         | 誘惑 （誘惑）                                       |
| 26 | 椎名林檎與Momo | 9         | 都將化作泡影 （）                       | 25        | Vaundy              | 2         | 舞者 （）                                       |
| 28 | Superfly       | 8         | Beautiful                               | 27        | 星野源              | 10        | 四分五裂 （）                                   |
| 29 | TWICE          | 5         | 《TT～Feel Special》Special Medley （「TT～Feel Special」スーパーメドレー） | 30        | Number_i            | 初        | GOAT                                            |
| B'z（初） illumination |                |           |                                         |           |                     |           |                                                 |
| |                |           |                                         | 31        | 藤井風              | 3         | 逐漸滿溢 （）                                   |
| 33 | 愛繆           | 6         | 我要去見你 （）                         | 32        | 三山宏              | 10        | 戀...情念～第8次劍玉世界紀錄之路 （恋…情念～第8回けん玉世界記録への道～）           |
| 35 | Iruka          | 2         | 殘雪 （）                               | 34        | 南高節              | 6         | 神田川                                          |
| 追悼西田敏行特別企劃 （竹下景子、武田鐵矢、田中健、松崎茂） 要是我會彈奏鋼琴（） |                |           |                                         |           |                     |           |                                                 |
| 36 | 西野加奈       | 10        | EYES ON YOU紅白Special Medley （EYES ON YOU 紅白スペシャルメドレー）      | 37        | Mrs. GREEN APPLE    | 2         | 青與夏～紫丁香) 紅白SP （青と夏～ライラック 紅白SP）                     |
| 冰川清志 （24） 白雲之城（） |                |           |                                         |           |                     |           |                                                 |
| 39 | 高橋真梨子     | 6         | for you…                                | 38        | THE ALFEE           | 2         | 星空的距離 （）                                 |
| 米津玄師 （2） 再見 改日再見!（） |                |           |                                         |           |                     |           |                                                 |
| 40 | 石川小百合     | 47        | 能登半島                                |           |                     |           |                                                 |
| 玉置浩二 （3） 對悲傷說再見（） |                |           |                                         |           |                     |           |                                                 |
| 42 | MISIA          | 9         | 紅白special 2024 （）                   | 41        | 福山雅治            | 17        | 《曈～少年》「為你而歌」 SP Medley （「ひとみ～少年」“あなたへの歌” SPメドレー）         |

備註
1. ↑  除原先出場的歌手及企劃主持内村光良外，另外亦有ILLIT（全員）、ME:I（全員）、菅生健人、TOMORROW X TOGETHER、TWICE、BE:FIRST、Mrs. GREEN APPLE、LE SSERAFIM亦有共演。
2. ↑  過去以團名欅坂46出演4回，共8回。
3. ↑  過去以白組身分出演2回。
4. ↑  於群馬縣神流町作現場直播。
5. ↑  團員SAKURA（宮脇咲良）曾以AKB48集團身分出演4回（HKT48出演1回、AKB48出演3回），共7回。
6. ↑  於NHK廣播電視中心CT-102直播，負責推牌起動者為審查員之一的堀米雄斗。
7. 1 2 3  於東京迪士尼樂園夢幻泉鄉錄影播放。
8. ↑  於石川縣輪島市石川縣立輪島高等學校（日语：石川県立輪島高等学校）體育館作現場直播。
9. ↑  椎名林檎過去以東京事變身分出演2回，共11回。
10. ↑  最初公佈曲目時，原為演唱《地獄有什麼不好（日语：地獄でなぜ悪い (曲)）》，但後來更換為現曲。
11. ↑  其中於日本出身的三位團員（Mina、Sana、Momo）在前回以MISAMO身分出演。
12. ↑  過去以所屬樂團King & Prince身分出演5回，共6回。
13. ↑  先於CT-101作直播演唱《illumination》，然後回到NHK大廳加唱《LOVE PHANTOM》《ultra soul》，共三曲。
14. ↑  於美國紐約直播演出。
15. ↑  過去以輝夜姬身分演出1次，共7次。
16. ↑  武田鐵矢過去曾以白組歌手身份出場2回。
17. ↑  松崎茂過去曾以白組歌手身份出場1回。
18. ↑  過去以白組身分演出22次，特別企劃1次演出。
19. ↑  過去以所屬樂團Pedro&Capricious身分演出1次，共7次。
20. ↑  過去曾以白組歌手身份出場1回。
21. ↑  於愛知縣名古屋市東區名古屋市市政資料館內錄播演出。
22. ↑  過去在紅組以「特別應援嘉賓」身分出演1回。
23. ↑  過去以獨唱身份出場2次（白組1次、特別企劃1次）、以安全地帶成員身份出場2次（白組1次、特別企劃1次）。共5次。
24. ↑  於CT-101錄播演出。
25. ↑  演唱了《希望之歌》及《向着明天》共兩曲。

## 其他出演者
此處列出節目中主持人、出場歌手以外的演出人員。

### 審查員
共8人。
- 青山剛昌：漫畫家，《名偵探柯南》作者。當年上映的電影《名偵探柯南：100萬美元的五稜星》創下歷代系列電影中最高票房。
- 内村光良：二人組合「小內小南」成員，NHK綜合《LIVE～獻給人生的喜劇～（日语：LIFE!〜人生に捧げるコント〜）》中飾演座長。NHK放送100年企劃特別節目《大家的最佳紅白》主持。過去曾2次以口袋餅乾成員演出，4次擔任總主持人。也是繼大泉洋後、第四位於紅白中同時擔任過司儀、歌手及審查員的出演者。他亦將會於「放送100年 特別企劃『唱歌跳舞吧！ KIDS SHOW』」中擔任主持人。
- 上地結衣：輪椅網球選手，參與2024年巴黎帕運女子輪椅網球比賽，於單人與團體組皆達成連勝。
- 河合優實：演員，本年TBS戲劇《極度不妥！》擔任「小川純子」角色；來年NHK連續電視劇小説《紅豆麵包》飾演主角的大妹朝田蘭子。
- 堀米雄斗：滑板選手，於2024年巴黎奧運滑板男子街道賽達成二連霸。
- 森下洋子（日语：森下洋子）：芭蕾舞者，11月獲得旭日重光章。為第52回以來第4次擔任審查員。
- 横濱流星：演員，來年大河劇《豈有此理〜蔦重繁華如夢故事〜》中飾演主角蔦屋重三郎（日语：蔦屋重三郎）。
- 吉田惠里香：編劇，本年上半年的NHK連續電視劇小説《如虎添翼》編劇。

### 其他播出平台主持人
- 電視副聲道解說：Lotti（日语：ロッチ）（小門建太郎（日语：コカドケンタロウ）、中岡創一）、赤木野野花（隸屬於NHK東京播報室）
- 電台解說：佐佐木芳史（日语：佐々木芳史）、森田茉里惠（日语：森田茉里恵）（均隸屬於NHK東京播報室），其中森田茉里惠為連續兩屆紅白電台解說主持人。

### 企劃、應援、共演嘉賓
- 小西遼（日语：小西遼）：為開場曲《沒有郵票的禮物》作編曲。
- 岩手縣北上市六校聯校合唱團（上野（日语：北上市立上野中学校）、飯豐、南（日语：北上市立南中学校）、東陵（日语：北上市立東陵中學校）、北上北、北上（日语：北上市立北上中学校）中學校）：2024年度第71回NHK全國學校音樂比賽（日语：NHK全国学校音楽コンクール）中學部東北地區代表兼羸得金獎。與綠黃色社會共同演出；又《因為我們是生物》亦是本屆中學部的指定曲目[17]。
- NHK東京兒童劇團、Free Wave KIDS：於「唱歌跳舞吧！ KIDS SHOW」中的《串燒三兄弟》和《Beautiful Name》中共演。
- 辻本知彥（日语：辻本知彦）、菅原小春：為「唱歌跳舞吧！ KIDS SHOW」中的《紅辣椒》負責編舞。
- Arata、An、Karen、Keisei、Homa：於「唱歌跳舞吧！ KIDS SHOW」中的《紅辣椒》扮演Foorin。
- 木梨憲武：藝人，於新濱Leon環節中共演，他亦是新濱Leon當日演出曲目《我會給你一切》的監製[30]。
- 所喬治（日语：所ジョージ）：創作歌手兼藝人，於新濱Leon環節中共演，他亦是新濱Leon當日演出曲目《我會給你一切》的作詞家及作曲家[30]。
- 酒與平（日语：アルコ&ピース）（酒井健太、平子祐希（日语：平子祐希））、總之很開朗的安村（日语：とにかく明るい安村）（安村昇剛）、已經是中學生（日语：もう中学生）（丸田典幸）、花柳糸之（日语：花柳糸之社中）及其舞團「花柳糸之社中」：於山內惠介演出中共演[17]。
- EBATO：於鄉裕美演出中擔任編舞。
- 松永桃（日语：もも (歌手)）（恰拉波姊妹團（日语：チャラン・ポ・ランタン））：與椎名林檎共演[17]。
- TAEHYUN（姜太顯，TOMORROW X TOGETHER）、DJ KOO（高瀨浩一，TRF）、新濱Leon、花村想太（Da-iCE）、RAN（石井蘭，ME:I）：於三山宏的劍玉挑戰中擔任挑戰者[17]。
- 矢野顯子（日语：矢野顕子）：創作歌手，現定居於美國紐約州，於MISIA環節中共演，擔任鋼琴伴奏，是她首次踏上紅白[31]。

## 收視率
根據Video Research的統計，本回的收視率與去年相比，上半部為29%，與上一回相同並列紅白前半場最低記錄，推算平均收看人數為2508萬7000人；下半部則為32.7%，比上一回稍增0.9%，推算平均收看人數為2822萬3000人，但仍然是紅白有收視記錄以來的整體第二低收視率。

## 外部連結
- 官方網站 （页面存档备份，存于）
- 的X（前Twitter）
- 的Instagram帳戶